# Rakaja
Rakaja är en ö i Finland. Den ligger i sjön Kolima och i kommunen Viitasaari i den ekonomiska regionen  Saarijärvi-Viitasaari och landskapet Mellersta Finland, i den centrala delen av landet, 300 km norr om huvudstaden Helsingfors. Öns area är 62,8 hektar och dess största längd är 2,4 kilometer i sydöst-nordvästlig riktning.